# Mādlū
Mādlū (persiska: مادلو) är en ort i Iran.   Den ligger i provinsen Västazarbaijan, i den nordvästra delen av landet, 700 km nordväst om huvudstaden Teheran. Mādlū ligger 2 064 meter över havet och antalet invånare är 130.
Terrängen runt Mādlū är lite bergig. Runt Mādlū är det ganska glesbefolkat, med 39 invånare per kvadratkilometer. Närmaste större samhälle är Seyah Cheshmeh, 15,1 km sydost om Mādlū. Trakten runt Mādlū består i huvudsak av gräsmarker.